# Escuadrilla (película)
Escuadrilla es una película española de género bélico estrenada en 1941, coescrita y dirigida por Antonio Román y protagonizada en los papeles principales por Alfredo Mayo, Luchy Soto y José Nieto.
Fue realizada a partir de un guion original que aplica el género de aventuras patriótico, directamente importado del cine estadounidense a la causa del régimen franquista surgido al finalizar la guerra civil española.
La película recibió el quinto premio (250 000 ptas.) en los Premios del Sindicato Nacional del Espectáculo de 1942, correspondientes a la producción cinematográfica del año anterior.

## Sinopsis
En plena Guerra civil española dos pilotos amigos del bando franquista, el teniente Alarcón y el capitán Campos, se enamoran de la misma mujer, la joven Ana María.

## Reparto
- Alfredo Mayo como	Teniente Miguel Alarcón
- Luchy Soto como Ana María
- José Nieto como Capitán Pablo Campos
- Luis Arroyo como Alférez Lázaro
- Raúl Cancio como Teniente Guillermo
- Carlos Muñoz como Alférez Solín
- Joaquín Bergía como Capitán
- Rafael Pando como	Teniente Santiago
- Gracia de Triana como	Gitana
- Conchita Tapia como Merche
- Pablo Álvarez Rubio como Matías
- Manolo Morán como	Director de la cárcel
- Julio Rey de las Heras como Teniente Coronel
- José Massi como Enrique Cárdenas
- Eva López como Ama Carmen
- Jesús García